# Oxelbystenen
Oxelbystenen är en runsten i Oxelby cirka en kilometer öster om Bergaholm, nära Bornsjöns västra vik i Salems kommun. Oxelbystenen har signum Sö 304 i Samnordisk runtextdatabas.

## Stenen
Stenen står idag cirka 30 meter söder om den plats där den påträffades 1867 av Richard Dybeck. Eftersom den då låg med ryggsidan uppåt kunde ingen se att den hade några runor. Dybeck som skrev texten till Sveriges nationalsång: Du gamla, du fria, hittade sex runristade brottstycken, som sammanfogades 1902 och restes på nuvarande plats. Att stenen var i bitar berodde på att den hade sprängts sönder för att lättare kunna transporteras bort från åkern, där den ansågs störande. 
Här gick i forna tider föregångaren till Göta landsväg, därför var vägskälet vid den gamla gården Oxelby en utmärkt plats för en runsten som på så vis kunde ses av många förbipasserande. Stenen har daterats till 1015-1050 efter Kristus och den antas vara ristad av samme runmästare som Bornöstenen i dess närhet. Ormarna liknar varandra och båda stenarna är försedda med ett litet rundjur. Den från runor översatta texten lyder enligt nedan:

## Inskriften
Translitterering av runraden:
× kuti ×× lit × raisa + [st]ain + þinsa × eftiʀ + urukiu + sun + sin +
Normalisering till runsvenska:
Guti let ræisa stæin þennsa æftiʀ Orøkiu, sun sinn.
Översättning till nusvenska:
Gute lät resa denna sten efter Orökja, sin son
I ristningen ingår ett kors som är placerat på stenens mittparti (delvis förlorat). Detta betyder att Gutes släkt var kristen. I nedre vänstra hörn finns även en utsmyckning i form av ett vackert rundjur.
Cirka en kilometer längre österut, längs samma gamla färdväg, finns Bergaholmsstenen (Sö 302). Ca 100 meter söder om stenen hittades runstensfragment Sö 380 med två runor ...fn-....

## Bilder

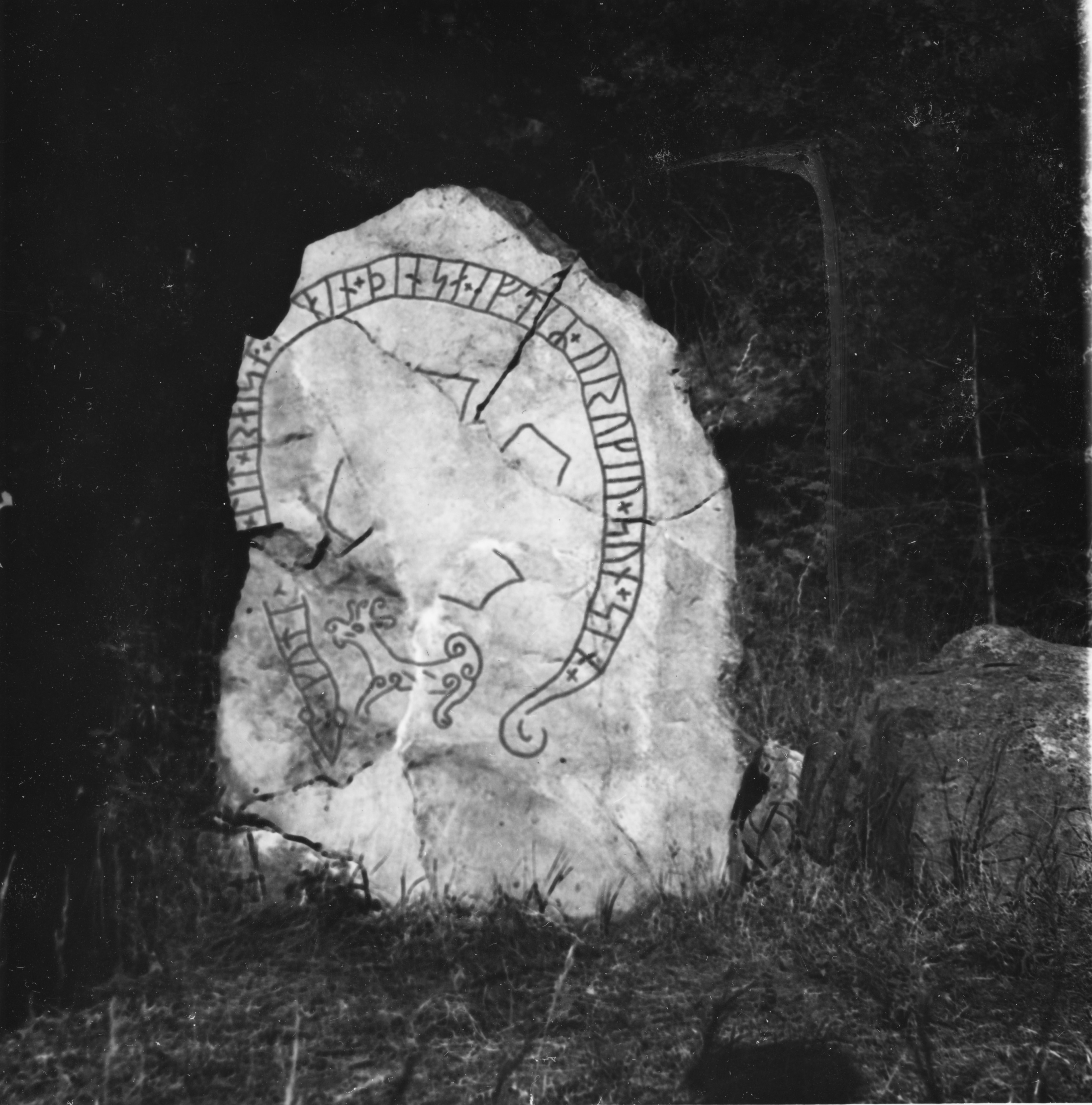
Oxelbystenen, mellan 1940- och 1950-talet.
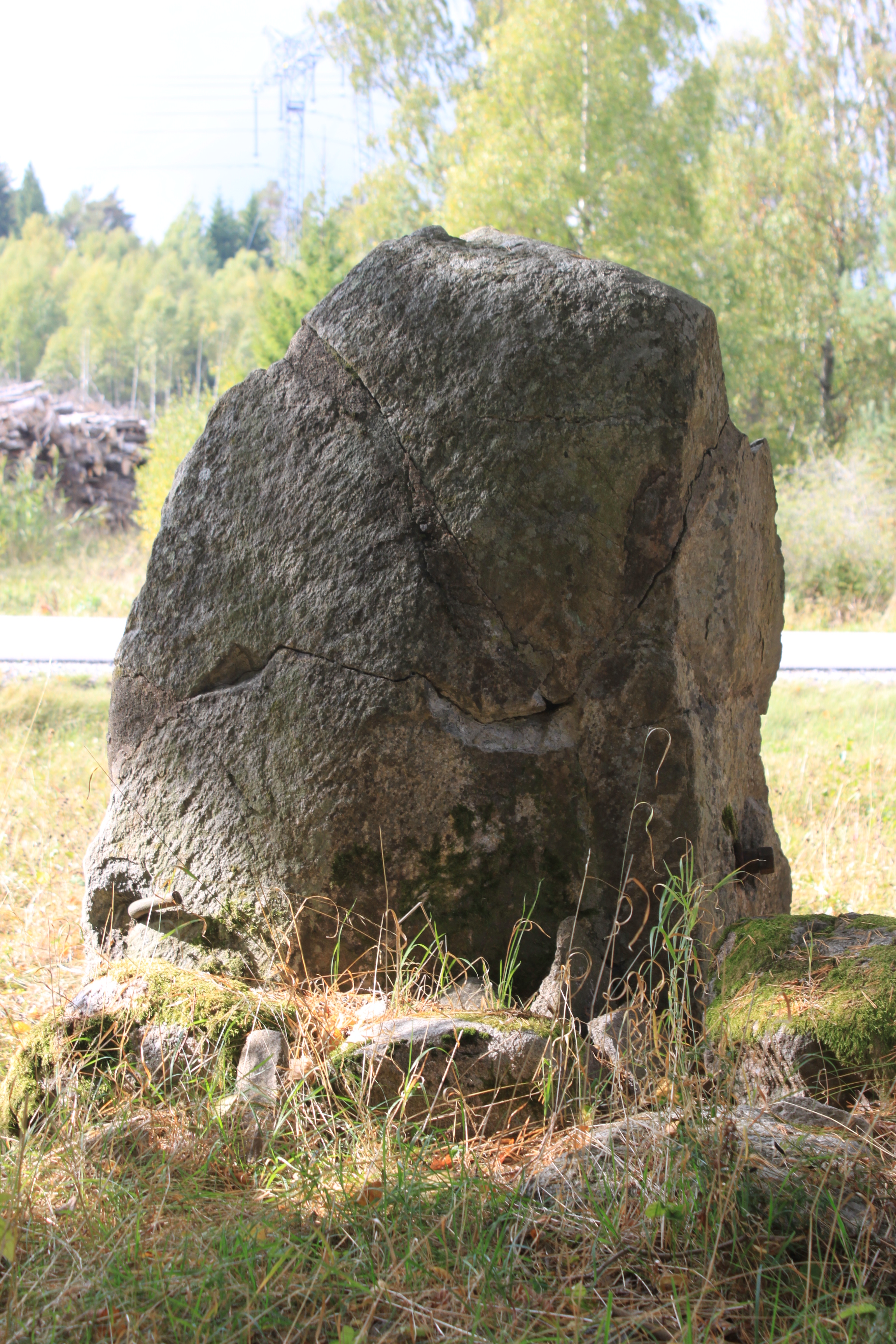
Baksidan av Sö 304.
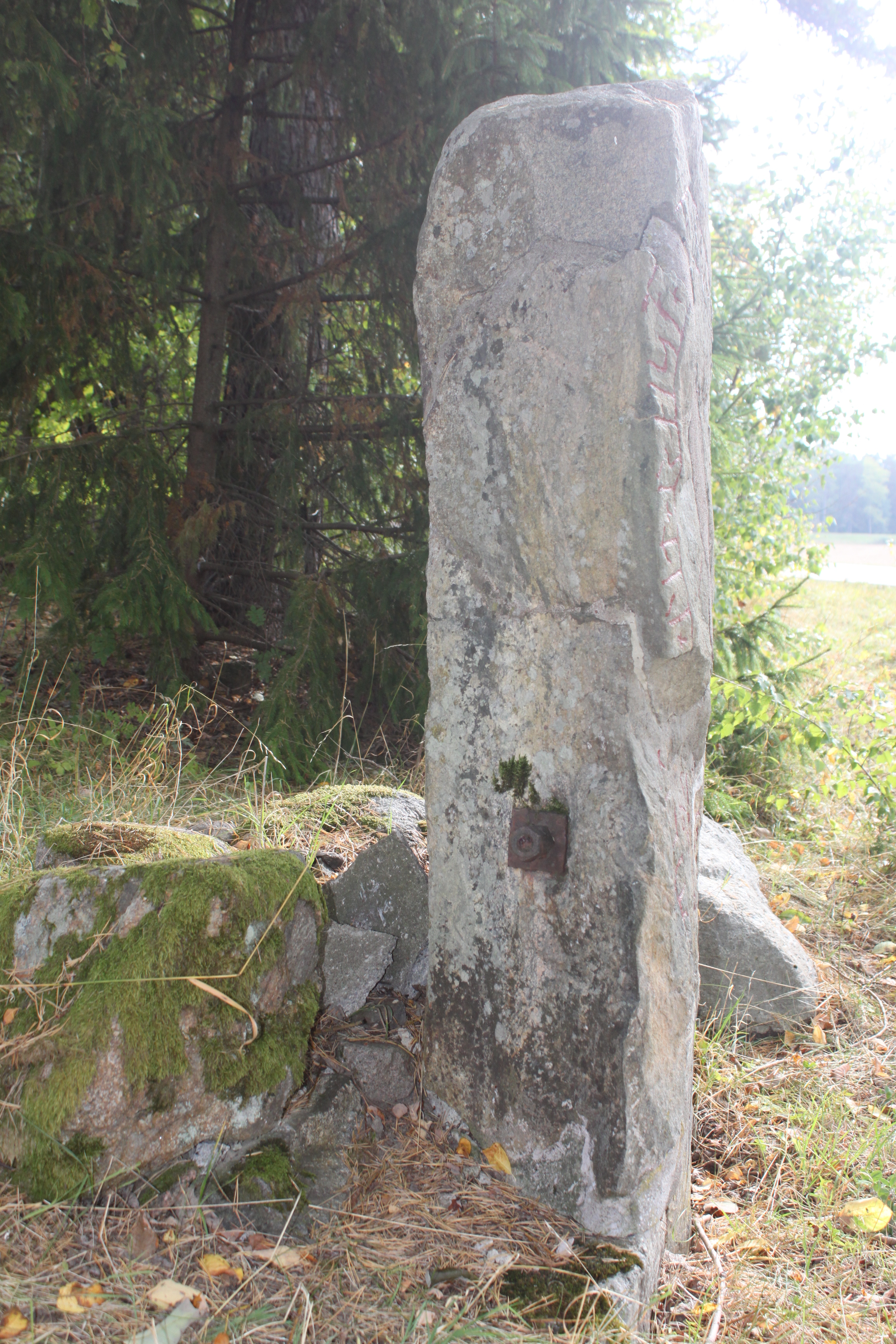
Ena sidan av Sö 304.
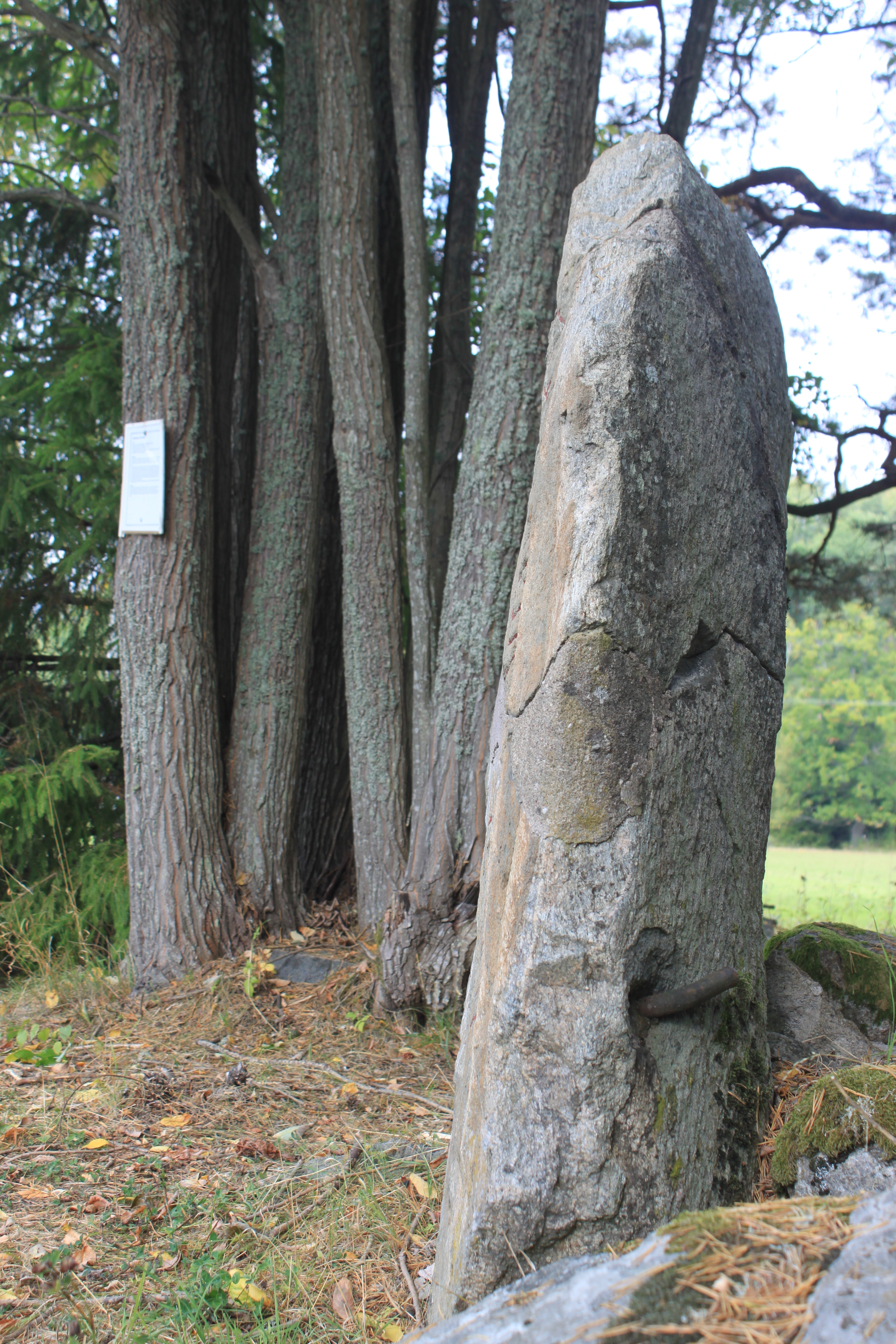
Andra sidan av Sö 304.
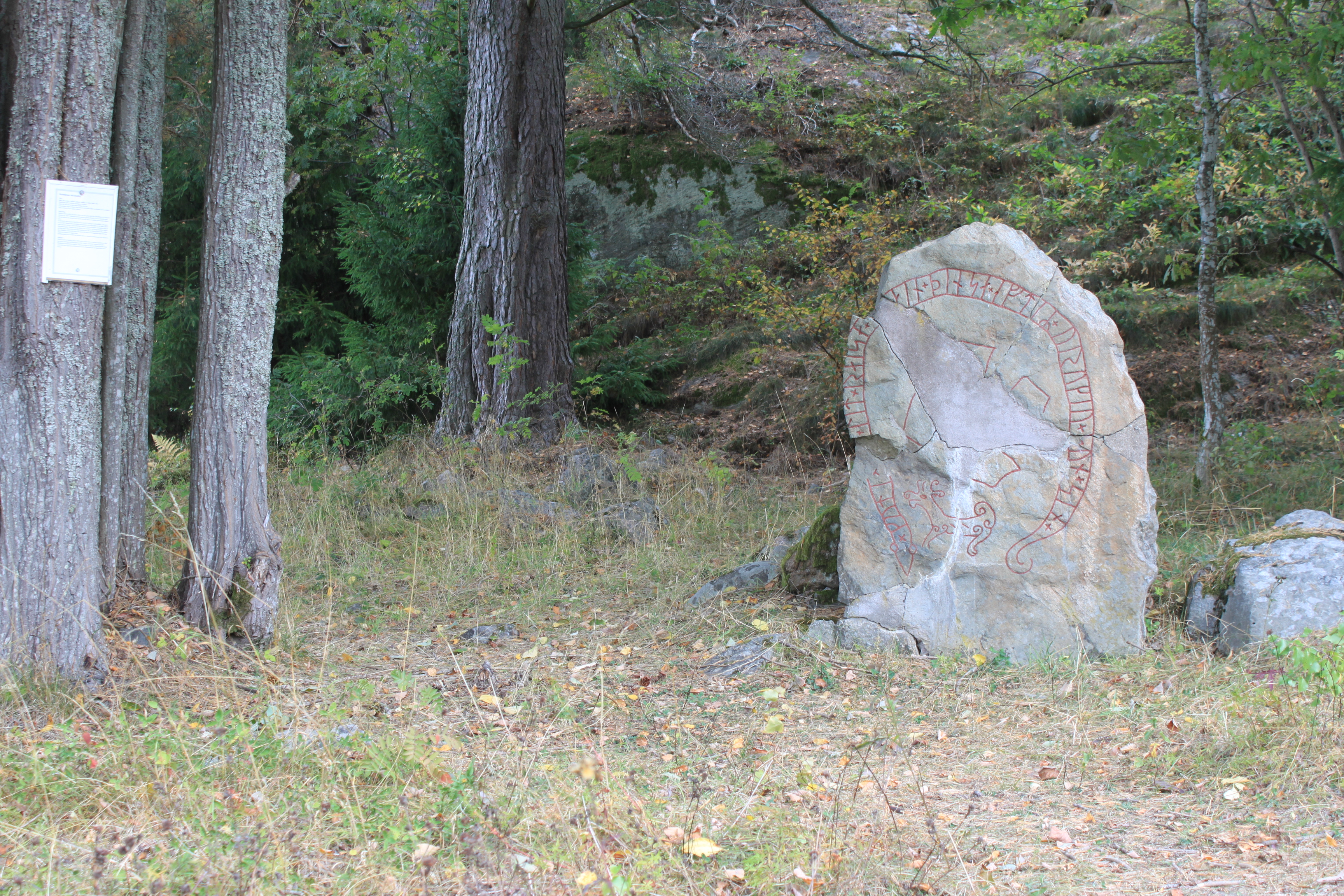
Sö 304 med skylt.
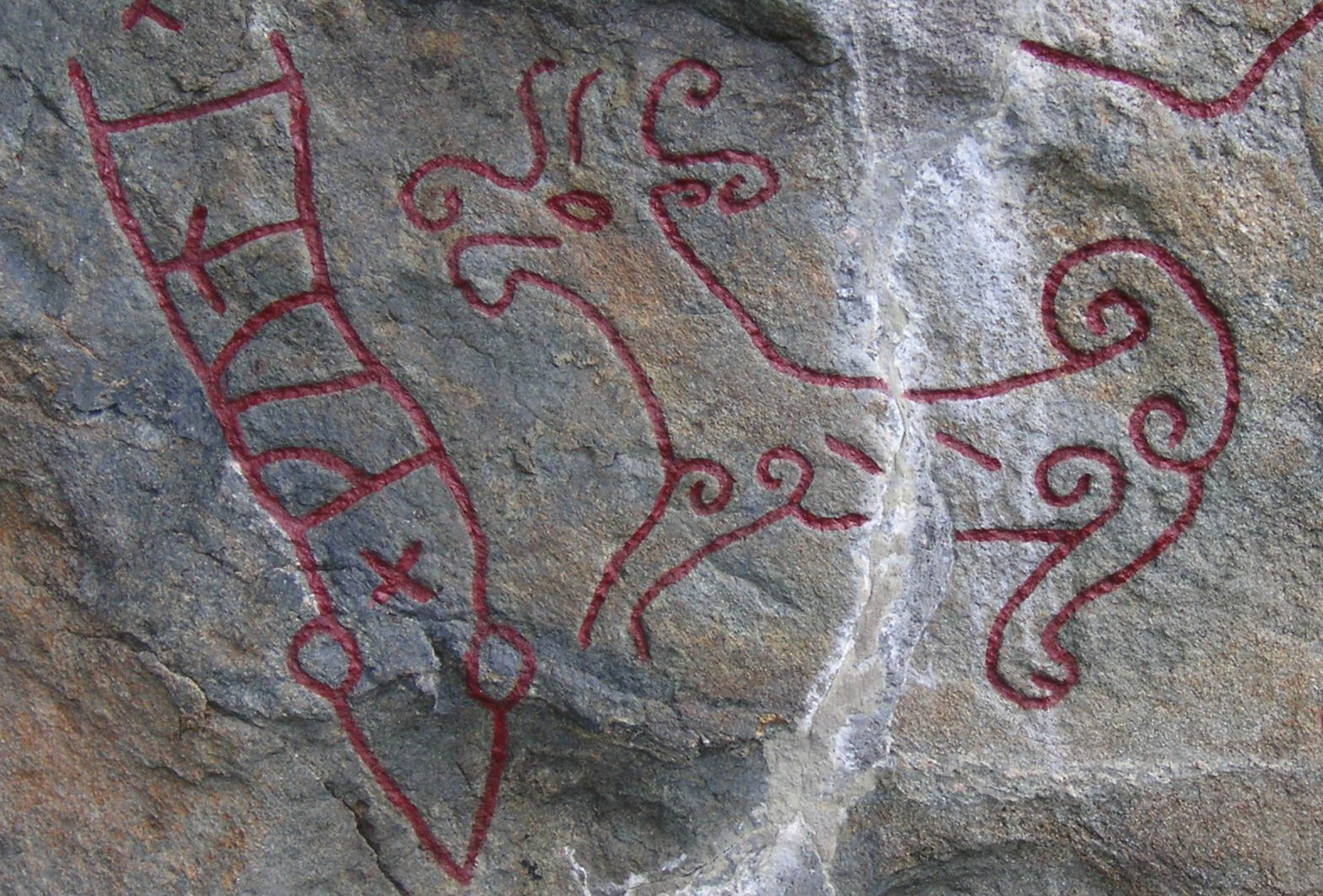
Sö 304 detalj.